# CRスーパー海物語 IN 沖縄
『CRスーパー海物語 IN 沖縄』（シーアールスーパーうみものがたり・イン・おきなわ、英: Super Sea Story In Okinawa）は、2007年2月25日に三洋物産から発売されたデジパチタイプのパチンコ。

## シリーズ
『CRスーパー海物語 IN 沖縄』の後継機として以下の機種が発売され、シリーズ化されている。
CRスーパー海物語 IN 沖縄2
2009年11月16日発売。150種類以上のプレミアム演出が追加された。マリンモードの演出が変更された。本作より2ラウンド確変大当たり後に突入する確変に沖海チャンスという名称が付いた。ロングSTタイプも発売されシリーズ化されている。
CRスーパー海物語 IN 沖縄3
2013年7月8日発売。リアルタイムクロック機能を用いたスペシャル魚群タイムやカレンダー機能が搭載された。本作よりウリンが海物語シリーズに登場するようになった。
CRスーパー海物語 IN 沖縄4
2016年10月3日発売。新モードとなるハイビスカスモードが追加された。本作の遊パチタイプよりアイマリンの演出が搭載された。
Pスーパー海物語 IN 沖縄5
2021年7月5日発売。2ラウンド確変大当たり後に突入する新モードのエイサー祭が搭載された。『CR大海物語4』より登場したビッグバイブ演出が追加された。
Pスーパー海物語 IN 沖縄6
2025年10月6日発売予定。イヤホンジャックが搭載された。マリンモードとハイビスカスモードが廃止され、新モードとなる美ら旅モードが追加された。

## 機種一覧
| 名称                            | 発売          |
| ------------------------------- | ------------- |
| CRスーパー海物語 IN 沖縄 MTA    | 2007年2月25日 |
| CRスーパー海物語 IN 沖縄 MFB    | 2007年2月25日 |
| CRスーパー海物語 IN 沖縄 遊パチ | 2007年5月7日  |

## 概要
『CRスーパー海物語』の兄弟機として開発された。舞台がハワイから沖縄に変更されており、モードは海モード、マリンモード、沖縄モードの3モードが搭載されている。新演出として、2ラウンド確変大当たりと一発告知（ハイビスカスチャンス）が搭載された。また、今後のシリーズではお馴染みの大泡予告も本作からの新規演出である。
同年5月27日には遊パチタイプが発売された。前作からスペック面での変更点として、15ラウンド大当たりが搭載された。前作ではST中も時短中も緑色の背景だったが、本作からはST中は黄色の背景となっており、BGMも確変の物が使用されている。この仕様は後の遊パチタイプにも引き継がれている。

## 図柄
奇数図柄がSUPER LUCKY、偶数図柄がLUCKYと表示される。ミドルタイプでは、奇数図柄が確変大当たり、偶数図柄が通常大当たり（確変昇格の場合あり）となっている。遊パチタイプでは奇数図柄の方が奇数図柄の方が時短回数が多い。
- 1. タコ
- 2. ハリセンボン
- 3. カメ
- 4. サメ
- 5. エビ
- 6. アンコウ
- 7. シュゴン
- 8. エンゼルフィッシュ
- 9. カニ
- 裏4. サメ

### 大当たり表示とラウンド数
| 型式 | SUPER LUCKY              | LUCKY                |
| ---- | ------------------------ | -------------------- |
| MTA  | 15R確変                  | 15R通常              |
| MTB  | 15R確変                  | 15R通常              |
| SAD  | 15R 5R（ST5回+時短45回） | 5R（ST5回+時短20回） |

## モード
海モード
シンプルなモード。
マリンモード
画面上にマリンが常に滞在するモード。マリンの仕草や表情等による予告が楽しめる。
沖縄モード
ミニキャラのステップアップ予告とボタンを使用する演出がメインのモード。
前作のハワイモードの舞台を沖縄に変更したモードとなっている。

## 予告演出
泡予告
リーチ成立直後に画面下部から泡が発生する演出。スーパーリーチに発展する可能性がある。
大泡予告
マリンモード専用演出。本作から搭載された新規演出。
リーチ成立直後に画面下部から通常よりも大きな泡が発生する演出。ノーマルリーチ発展濃厚となり、大当たりまたは半コマズレのハズレとなる（半コマズレ停止でも再始動する場合がある）。スーパーリーチに発展した場合は、法則崩れにより大当たり濃厚となる。
魚群予告
リーチ成立直後に画面右側から魚群が通過する演出。期待度が高い演出であり、スーパーリーチ発展濃厚となる。ノーマルリーチに発展した場合は、法則崩れにより大当たり濃厚となる。ミドルタイプの確変中に発生して大当たりした場合は確変大当たり濃厚となる。
ミニキャラステップアップ予告
沖縄モード専用演出。
ミニキャラが出現するステップアップ演出。
ステップ1ではミニキャラが1人出現する。
ステップ2ではミニキャラが3人出現して4人になる。
ステップ3はリーチ成立時に発生する場合があり、センターに出現して5人になる。センターにエイサー娘が出現するとスーパーリーチに発展する。パペットを持った花笠娘が登場するとシーサーリーチに発展する。めくれそうな着物を押さえた花笠娘が登場するとタイフーンリーチに発展する。マリンが登場するとマリンちゃんリーチに発展する。ワリンだとジェットスキーリーチに発展する。サムだとサム系プレミアムに発展する。
マンボウ予告
沖縄モード専用演出。
リーチ成立直後に画面にマンボウが出現する演出。

## 保留先読み予告
背景予告
マリンモード専用演出。
変動中の背景にキャラクターが通過する演出。キャラクター単体で通過した場合は期待度が低いが、群れで通過した場合はリーチ成立濃厚となる。潜水艦が通過した場合は奇数図柄での大当たり濃厚となる。
仕草予告
マリンモード専用演出。
変動中にマリンがさまざまな仕草をする演出。仕草によって期待度が変化する。
アングル予告
マリンモード専用演出。
変動中に画面のアングルが上左右のいずれかに移動する演出。移動先にいるキャラクターがリーチ成立後に発生する演出を示している。
ズームアップ予告
マリンモード専用演出
変動中に画面のアングルがマリンにズームアップする演出。ズームアップした際のマリンのアクションによって期待度が変化する。

## リーチ演出
ノーマルリーチ
特に何も起こらないリーチ演出。期待度は低い。シングルリーチ及びダブルリーチのどちらからも発展する。通常時に半コマズレ停止をすると再始動が発生する可能性が高くなっている。ST中は期待度が高くなっており、大当たりまたは半コマズレのハズレとなる（半コマズレ停止でも再始動する場合がある）。
珊瑚礁リーチ
海モード及びマリンモード専用演出。
シングルリーチから発展し、画面下部から珊瑚礁が出現する演出。
シーサーリーチ
沖縄モード専用演出。
シングルリーチから発展し、画面下部からシーサー像が出現する演出。
黒潮リーチ
海モード及びマリンモード専用演出。
シングルリーチから発展し、画面に黒潮が流れる演出。
タイフーンリーチ
沖縄モード専用演出。
シングルリーチから発展し、台風が発生する演出。
マリンちゃんリーチ
ダブルリーチから発展し、画面上部からマリンが登場する演出。
カジキリーチ
マリンモード専用演出。
スーパーリーチ発展時にカジキが出現する演出。
ワリンチャンス
マリンモード専用演出。
チャンス目（同一図柄が非テンパイ形で液晶画面内に3つ停止）が停止すると発生する場合がある。ワリンが登場し、上下どちらかの図柄を移動させてリーチにする。ダブルリーチになった場合は原則魚群予告が発生する。演出中にワリンがピースサインをすると奇数図柄での大当たり濃厚となる。
ジェットスキーリーチ
沖縄モード専用演出。
ワリンがジェットスキーに乗って出現する演出。海面からイルカが出現すると期待度が高くなる。
押しボタン演出
沖縄モード専用演出。
スーパーリーチに発展した際に画面にボタンアイコンが出現し、ボタンプッシュを促される演出。押すと泡または魚群が出現する。

## プレミアム演出
魚群系プレミアム
魚群予告に関するプレミアム演出。
赤魚群
赤魚群（実際には赤色と紫色が混ざったような魚群）が出現する演出。後述のサム系プレミアムに発展する。
超魚群
沖縄モード専用演出。
魚群が途切れずに図柄が揃うまで出現し続ける演出。
巨大魚群
巨大な魚の群れが出現する演出。
サム系プレミアム
各スーパーリーチ中にサムが出現すれば奇数図柄での大当たりが濃厚となる。
マッスル珊瑚礁リーチ
海モード及びマリンモード専用演出。
シングルリーチから発展する。珊瑚礁リーチが発生した際に、サムが画面下部から珊瑚礁を持ち上げて登場する。
ダイビングリーチ
海モード及びマリンモード専用演出。
シングルリーチから発展する。黒潮リーチが発生した際に、画面右側からサムが泳いで登場する。
ポージングリーチ
ダブルリーチから発展し、マリンの代わりにサムが画面上部から登場する。
カジキサムリーチ
マリンモード専用演出。
カジキリーチが発生した際に、サムがカジキに乗って出現する演出。
マッスルシーサーリーチ
沖縄モード専用演出。
シングルリーチから発展する。シーサーリーチが発生した際に、サムが画面下部からシーサー像を持ち上げて登場する。
タイフーンサムリーチ
沖縄モード専用演出。
シングルリーチから発展する。タイフーンリーチが発生した際に、サムが画面右側からサーフィンに乗って登場する。
ジェットスキーサムリーチ
沖縄モード専用演出。
ワリンの代わりにサムがジェットスキーに乗って出現する演出。
枠外プレミアム
図柄が枠外で揃った場合、効果音の後に図柄が枠内に移動し大当たりとなる演出。必ず発生する訳ではない。
ボイスプレミアム
変動開始時などにマリン、ワリン、サムのいずれかのボイスが流れる演出。
サウンドプレミアム
マリンモード及び沖縄モード専用演出。
変動音が『海物語』のものに変化する演出。
最長突破当たり
ロングリーチから発展する。
ノーマルリーチ経由の場合は、マリンが登場した後に大当たりとなる。
スーパーリーチ経由の場合は、リーチ図柄が通過した後に大当たりとなる。
クジラプレミアム
沖縄モード専用演出。
リーチ成立時、巨大なクジラが出現する演出。
エイサーリーチ
沖縄モード専用演出。本作から搭載された新規演出。
ミニキャラステップアップ予告のステップ2から発展する場合がある。4人のミニキャラがズームしハイビスカスフラッシュが発生する演出。

## 大当たりラウンド演出

### 大当たりラウンド中
マリンチャンス
沖縄モード専用演出。
通常大当たりのラウンド中に発生する昇格演出。7ラウンドに必ず発生する。ボタンを押して左右どちらかのルートを選択する。選択したルートの先に宝箱がある。宝箱を開けて財宝と確変の文字が入っていれば確変大当たり昇格となる。宝箱に時短の文字が入っていた場合は通常大当たり確定となり、後に昇格する可能性も無い。宝箱が無かった場合は昇格しないが、エンディング画面で昇格する可能性は残される。ルート選択画面でボタンを押さずに放置した場合はマリンが拗ねて帰ってしまうが、内部的に確変に当選している場合はエンディング昇格が必ず発生して昇格となる。

### 大当たりラウンド終了後
エンディングチャンス
ミドルタイプに搭載。
通常大当たり時のエンディング画面で確変が告知される演出。エンディング画面で「もう1回」の文字とともにサムが登場して告知される。

## その他演出
再始動
リーチが外れた際に、中段図柄が再び動き出して大当たりになる演出。ダブルリーチで発生した場合は奇数図柄での大当たりとなる。
昇格スクロール
偶数図柄が揃った直後に図柄が高速に動き出して奇数図柄に昇格する演出。
マリンちゃん2段階
マリンちゃんリーチで偶数図柄が揃った直後、マリンが掛け声とともに中段図柄をビンタして再始動が起き、もう片方のリーチ図柄である奇数図柄揃いの大当たりになる演出。
ワリンちゃん2段階
マリンモード及び沖縄モード専用演出。
ワリンチャンス（マリンモード）またはジェットスキーリーチ（沖縄モード）のダブルリーチで偶数図柄が揃った直後、ワリンが掛け声で中段図柄の再始動が起き、もう片方のリーチ図柄である奇数図柄揃いの大当たりになる演出。
カジキ2段階
マリンモード専用演出。
カジキリーチのダブルリーチで偶数図柄が揃った直後、カジキが赤色に変色すると中段図柄の再始動が起き、もう片方のリーチ図柄である奇数図柄揃いの大当たりになる演出。
ロングリーチ
ノーマルリーチやスーパーリーチが止まらず長く変動し続ける演出。最長突破当たりに発展する。
法則崩れ
さまざまな予告で発生する。予告なしからスーパーリーチに発展する、魚群予告からノーマルリーチに発展する、大泡予告からスーパーリーチに発展するなどがあり、発生すると大当たり濃厚となる。

## ハイビスカスチャンス
沖縄モード専用演出。本作より搭載された新規ギミック。画面上部にある役物。変動時の一発告知としての機能を果たしており、演出が発生した時点で大当たり濃厚となる。大当たりラウンド中やエンディング時の昇格演出としても使用されている。一発告知にはショートとロングの2種類があり、ショートは大当たり濃厚、ロングは奇数図柄での大当たり濃厚となる。

## 大当たり・確変・時短

### ミドルタイプ
確変ループ機となっており、大当たりラウンド終了後は基本的に奇数図柄大当たりだと確変に突入し、偶数図柄大当たりだと100回の時短に突入する。ただし、偶数図柄で当たってもラウンド中にSUPER LUCKYに昇格する場合がある。本作より2ラウンド確変が搭載されており、3・4・1図柄停止で突入する。

### 遊パチタイプ
ST機となっており、大当たりラウンド終了後は必ず5回のSTと時短に突入する。時短の回数は図柄によって異なる。

## プレミアムラウンド
- 1回目：いつものラウンド
- 5連荘達成：小倉遥ラウンド
- 10連荘達成：2代目ミスマリンちゃんラウンド（その1）
- 15連荘達成：2代目ミスマリンちゃんラウンド（その2）
- 20連荘達成：2代目ミスマリンちゃんラウンド（その3）

## スペック
| 型式                         | 型式                         | MTA                                  | MTB                        | SAD                                                                           |
| ---------------------------- | ---------------------------- | ------------------------------------ | -------------------------- | ----------------------------------------------------------------------------- |
| 特賞種別                     | 特賞種別                     | デジパチ                             | デジパチ                   | デジパチ                                                                      |
| 大当たり確率                 | 通常時                       | 1/315.500                            | 1/306.500                  | 1/99.250                                                                      |
| 大当たり確率                 | 高確率時                     | 1/31.550                             | 1/30.650                   | 1/9.925                                                                       |
| タイプ                       | タイプ                       | ミドル                               | ミドル                     | 遊パチ                                                                        |
| 賞球数                       | 賞球数                       | 3 & 4 & 10 & 14                      | 3 & 4 & 10 & 15            | 3 & 4 & 10 & 13                                                               |
| ラウンド・カウント数         | ラウンド・カウント数         | 15R or 2R・9C                        | 15R・8C                    | 15R or 5R・9C                                                                 |
| 大当たりシステム             | 大当たりシステム             | 確変ループ                           | 確変ループ                 | ST                                                                            |
| 確変突入率                   | 確変突入率                   | 54/100（54%）                        | 50/100（50%）              | 100/100（100%、ST5回）                                                        |
| 大当たりの内訳（始動口共通） | 大当たりの内訳（始動口共通） | 15R確変：46% 2R確変：8% 15R通常：46% | 15R確変：50% 15R通常：50%  | 15R（ST5回+時短95回）：3% 5R（ST5回+時短45回）：64% 5R（ST5回+時短20回）：33% |
| 大当たり出玉                 | 大当たり出玉                 | 1890個                               | 1800個                     | 15R：1755個 5R：585個                                                         |
| リミット                     | リミット                     | なし                                 | なし                       | なし                                                                          |
| 電サポ                       | 確変                         | 確変大当たり終了後次回まで           | 確変大当たり終了後次回まで | 大当たり終了後ST5回                                                           |
| 電サポ                       | 時短                         | 通常大当たり終了後100回              | 通常大当たり終了後100回    | ST終了後95回・45回・20回                                                      |
| 保留の数                     | 保留の数                     | 4個                                  | 4個                        | 4個                                                                           |
| 保留の優先消化               | 保留の優先消化               | なし（入賞順に消化）                 | なし（入賞順に消化）       | なし（入賞順に消化）                                                          |

## コンシューマ移植
- パチパラシリーズ（いずれもPlayStation 2用）
  - 『パチパラ14 〜風と雲とスーパー海 IN 沖縄〜』（2007年7月26日発売）に『CRスーパー海物語 IN 沖縄 MTA』と『CRスーパー海物語 IN 沖縄 SAD』が収録